# Steve White (calciatore)
Stephen James White, conosciuto più semplicemente come Steve White (Chipping Sodbury, 2 gennaio 1959) è un allenatore di calcio ed ex calciatore inglese, di ruolo attaccante.

## Caratteristiche tecniche
Soprannominato Chalky, era celebre per il suo stile di gioco molto opportunistico, che lo portava spesso ad essere in posizione di fuorigioco nel tentativo di prendere in controtempo i difensori avversari. Pur non essendo particolarmente veloce o particolarmente dotato tecnicamente, riusciva comunque a segnare con regolarità grazie alla sua abilità nello smarcarsi ed al senso della posizione.

## Carriera

### Giocatore
Dopo aver giocato per una stagione con i semiprofessionisti del Mangotsfield United, tra il 1977 ed il 1979 disputa 46 partite e segna 20 gol in seconda divisione con i Bristol Rovers. In seguito alla retrocessione del club in terza divisione, viene ceduto al Luton Town: anche qui gioca in seconda divisione, per 3 stagioni consecutive, nell'ultima delle quali vince il campionato: nell'arco del suo triennio di permanenza mette a segno complessivamente 25 reti in 63 presenze. Dopo la promozione viene ceduto al Charlton, dove rimane per una sola stagione, in cui realizza 12 reti in 29 presenze in seconda divisione; durante la sua permanenza agli Addicks trascorre inoltre 2 brevi periodi in prestito a Lincoln City (3 presenze in terza divisione) e Luton Town (con cui gioca le sue prime 4 partite in carriera in prima divisione). Dal 1983 al 1986 gioca nuovamente con i Bristol Rovers, con cui totalizza 101 presenze e 24 reti in terza divisione.
Nell'estate del 1986 si trasferisce allo Swindon Town, in terza divisione; alla sua prima stagione il club conquista la promozione in seconda divisione vincendo i play-off, con White che, grazie alle sue 17 reti in 37 partite di campionato, è tra i protagonisti dell'annata; l'anno seguente White realizza 11 reti in 19 presenze, contribuendo al raggiungimento di un piazzamento a centroclassifica, con conseguente salvezza. Nella stagione 1988-1989 i Robins si piazzano invece al sesto posto in classifica, venendo eliminati nelle semifinali play-off, e White realizza 13 reti in 45 partite di campionato (a cui aggiunge una rete nella sua unica presenza nei play-off). L'anno seguente, White raggiunge il suo massimo di gol in carriera in un campionato di seconda divisione: le sue 20 reti (in 46 presenze) consentono infatti allo Swindon Town di piazzarsi al quarto posto in classifica: l'attaccante realizza poi un gol sia nell'andata che nel ritorno della vittoriosa sfida della semifinale play-off contro il Blackburn, e scende in campo da titolare anche nella finale promozione vinta per 1-0 contro il Sunderland: a dispetto dell'esito dei play-off, i Robins non conquistano la promozione a causa di irregolarità finanziarie (in un primo momento vengono addirittura retrocessi in terza divisione, salvo poi venire riammessi in seconda divisione). L'anno seguente il club ottiene una sofferta salvezza (quartultimo posto con 2 punti di vantaggio sul West Bromwich penutlimo e retrocesso), mentre nella stagione 1991-1992 si piazza all'ottavo posto in classifica: in entrambe le stagioni White pur senza replicare l'exploit della stagione 1989-1990 gioca con continuità, totalizzando complessivamente 58 presenze e 19 reti nell'arco del biennio. Nella stagione 1992-1993 White parte spesso dalla panchina (totalizza infatti 37 presenze, solo 21 delle quali da titolare) e segna 7 reti, contribuendo al quinto posto in classifica, ed alla conseguente qualificazione ai play-off; dopo una presenza da subentrato nella doppia sfida della vittoriosa finale contro il Tranmere, è nella finale di Wembley contro il Leicester City che Chalky risulta decisivo per la promozione (la prima in massima serie della storia del club): i Robins, infatti, si portano in vantaggio per 3-0 salvo poi farsi rimontare fin sul 3-3, ed è su questo punteggio che White subentra dalla panchina per giocare gli ultimi 12 minuti dell'incontro. A soli 6 minuti dal suo ingresso in campo si guadagna un calcio di rigore, che Paul Bodin trasforma per la rete del definitivo 4-3. L'anno seguente, in prima divisione, White, finito ai margini della rosa ed ormai trentacinquenne, gioca solamente 6 partite senza mai segnare; nella stagione 1994-1995 dopo una sola presenza (subentrando dalla panchina in un incontro di Coppa di Lega) viene ceduto all'Hereford Utd, club di quarta divisione, lasciando così i Robins dopo 8 stagioni, in cui ha totalizzato 312 presenze e 111 reti in incontri ufficiali, diventando una delle bandiere del club.
Nella sua prima stagione all'Hereford mette a segno 15 reti, mentre nella stagione 1995-1996 con 29 reti segnate è capocannoniere del campionato (all'età di 37 anni) alla pari con Andy Saville. Lascia quindi il club e, tra il 1996 ed il 1998, gioca in quarta divisione con il Cardiff City, che nella parte finale della stagione 1997-1998 lo cede in prestito al Cwmbran Town, con cui mette a segno 4 reti in 6 presenze nella prima divisione gallese. Nell'estate del 1998, all'età di 39 anni e dopo 21 stagioni consecutive tra i professionisti (con 560 presenze e 228 reti nella Football League), va a giocare nei semiprofessionisti del Bath City, allenati dal suo ex compagno di squadra Paul Bodin, di cui fa contemporaneamente anche il vice; nella sua prima stagione nel club realizza 12 reti. Rimane al Bath City fino al termine della stagione 2000-2001, dopo la quale smette definitivamente di giocare.

### Allenatore
Dal 2003 al 2005 allena i semiprofessionisti del Chippenham Town. Nella stagione 2018-2019 lavora ai dilettanti del Chipping Sodbury, club della sua cittadina natale, facendo da assistente al figlio Joe, allenatore della squadra.

## Palmarès

### Giocatore

#### Competizioni nazionali
- Campionato inglese di seconda divisione: 1

Luton Town: 1981-1982

#### Individuale
- Capocannoniere del campionato inglese di quarta divisione:

1995-1996 (29 gol, alla pari con Andy Saville)